# Mark Uytterhoeven
Mark Uytterhoeven (Malines, 6 mars 1957) est homme de radio et de télévision belge. Il a travaillé pour la télévision (émissions et séries) et pour la radio en tant qu'acteur, présentateur et journaliste (sportif). Il soutient également l'équipe de football FC Malines et en a été le président pendant 12 jours.
Mark et son épouse Anne vivent à présent une retraite paisible à la Côte d'Azur, où il écrit ses mémoires et achève son dernier roman La fin des temps.

## Liste des émissions
- Wereldbeker Voetbal (1990)
- Het Huis Van Wantrouwen (1991-1992)
- Lap! (programme pour enfants) (1992-1993)
- Onvoorziene Omstandigheden (1994)
- Wereldbeker Voetbal (1994)
- Megascore en Aankomst Bergop (1995-1997)
- Tien voor Taal (coprésentateur) (1995-1996)
- Alles Kan Beter (1997-1999)
- Wereldbeker Voetbal (1998)
- Euro 2000 (football) (2000)
- "Alles komt Terug" (2001)
- De Laatste Show (2002-2006)
- "De Fiets van Pavlov" (2003)
- Commentateur sur le Tour de France à la RTBF avec Rodrigo Beenkens